# Linia kolejowa nr 623
Linia kolejowa nr 623 – projektowana linia kolejowa łącząca podg. Fornale ze stacją Szczyrzyc. Podmiotem wnioskującym jest Centrum Realizacji Inwestycji Region Południowy. 
Linia uzupełnia planowaną linię kolejową nr 622 (podg. Podłęże R401 – Tymbark), umożliwiając przejazd pociągów od strony Podłęża w stronę Chabówki oraz, poprzez łącznicę kolejową nr 628 (podg. Porąbka – podg. Stróża), w stronę Tymbarku.